# Kostrzyca (roślina)
Kostrzyca, festulolium (× Festulolium) – rodzaj roślin wieloletnich z rodziny wiechlinowatych pochodzenia mieszańcowego. Taksonami rodzicielskimi tych traw są gatunki tradycyjnie zaliczane do rodzajów życica Lolium i kostrzewa Festuca z podrodzaju Schedonorus. Zdolność tworzenia mieszańców, ale także inne podobieństwa morfologiczne, chemiczne i molekularne, spowodowały, że przynajmniej w części ujęć kostrzewy tworzące te mieszańce, włączane są do rodzaju Lolium (badania molekularne potwierdziły ich bliższe pokrewieństwo z tym rodzajem niż z resztą kostrzew). W takim ujęciu mieszańce te przestają być międzyrodzajowymi.
Mieszańce wykazują cechy pośrednie pomiędzy gatunkami, z których powstały. Są to trawy wysokie, dość odporne na susze, zimotrwałe, zawierające dużo węglowodanów. Ze względu na wysokie plonowanie, używane głównie na łąki i pastwiska.
Wykaz gatunków  we florze Polski
- kostrzyca łukowata × Festulolium adscendens (Retz.) Asch. & Graebn. (mieszaniec kostrzewy łąkowej i życicy trwałej)
- kostrzyca Brauna × Festulolium braunii (K. Richt.) A. Camus (mieszaniec kostrzewy łąkowej i życicy wielokwiatowej)